# Chantal Gorostegui
Chantal Gorostegui, née le 20 janvier 1965 à Prats-de-Mollo-la-Preste (Pyrénées-Orientales), est une coureuse cycliste française.

## Palmarès
- 1987
  - Fleche Gasconne
- 1988
  - Fleche Gasconne
  - 3e étape du Tour de Tarn-et-Garonne
- 1989
  - Fleche Gasconne
  - 1er étape et 2e étape de la Fleche Gasconne
- 1991
  - 2e étape de la Fleche Gasconne
- 1994
  -  Championne de France sur route
  - Route du Muscadet
  - Challenge Alavesa
  - 1er étape de Anneville-sur-Scie
- 1995
  - 3e étape du Tour de la Haute-Vienne
- 1996
  - 2e étape et 3e étape du Tour de la Drôme
- 1997
  - 1er étape de la Fleche Gasconne
  - 2e étape du Tour de la Haute-Vienne
  - 2e de la Fleche Gasconne
  - 2e du Tour de la Haute-Vienne
- 2000
  - 1er étape du Tour de Charente-Maritime